# Derek Hood (cầu thủ bóng đá)
Derek Hood (sinh ngày 17 tháng 12 năm 1958) là một cựu cầu thủ bóng đá người Anh từng thi đấu ở vị trí hậu vệ.

## Sự nghiệp
Sinh ra ở Washington, Tyne and Wear, Hood bị giải phóng sau 5 tháng ở West Bromwich Albion. Sau một thời gian ở  Hull City, ông gia nhập York City ngày 9 tháng 2 năm 1980 với mức giá £2.000.  Ông giải nghệ vào tháng 5 năm 1988 sau khi chấn thương đầu gối phải. Ông có trận đấu tri ân vào ngày 1 tháng 11 năm 1988 khi York City thi đấu đội hình tuyển chọn Derek Hood..
Hood là cầu thủ xuất sắc nhất York City ở mùa giải 1982–83. Sau khi sự nghiệp kết thúc, Hood sống và làm việc ở Harrogate với nghề kĩ sư của BT.